# Úboč
Úboč település Csehországban, a Domažlicei járásban. Úboč Hradiště, Kanice, Černíkov, Němčice és Všepadly településekkel határos. Lakosainak száma 154 fő (2024. január 1.).

## Népesség
A település lakosságának változását az alábbi diagram mutatja:
| Lakosok száma | 488  | 436  | 385  | 215  | 152  | 111  | 111  | 124  | 130  | 154  |
|               | 1869 | 1890 | 1921 | 1950 | 1980 | 2001 | 2017 | 2019 | 2022 | 2024 |